# 摩拉维亚学院

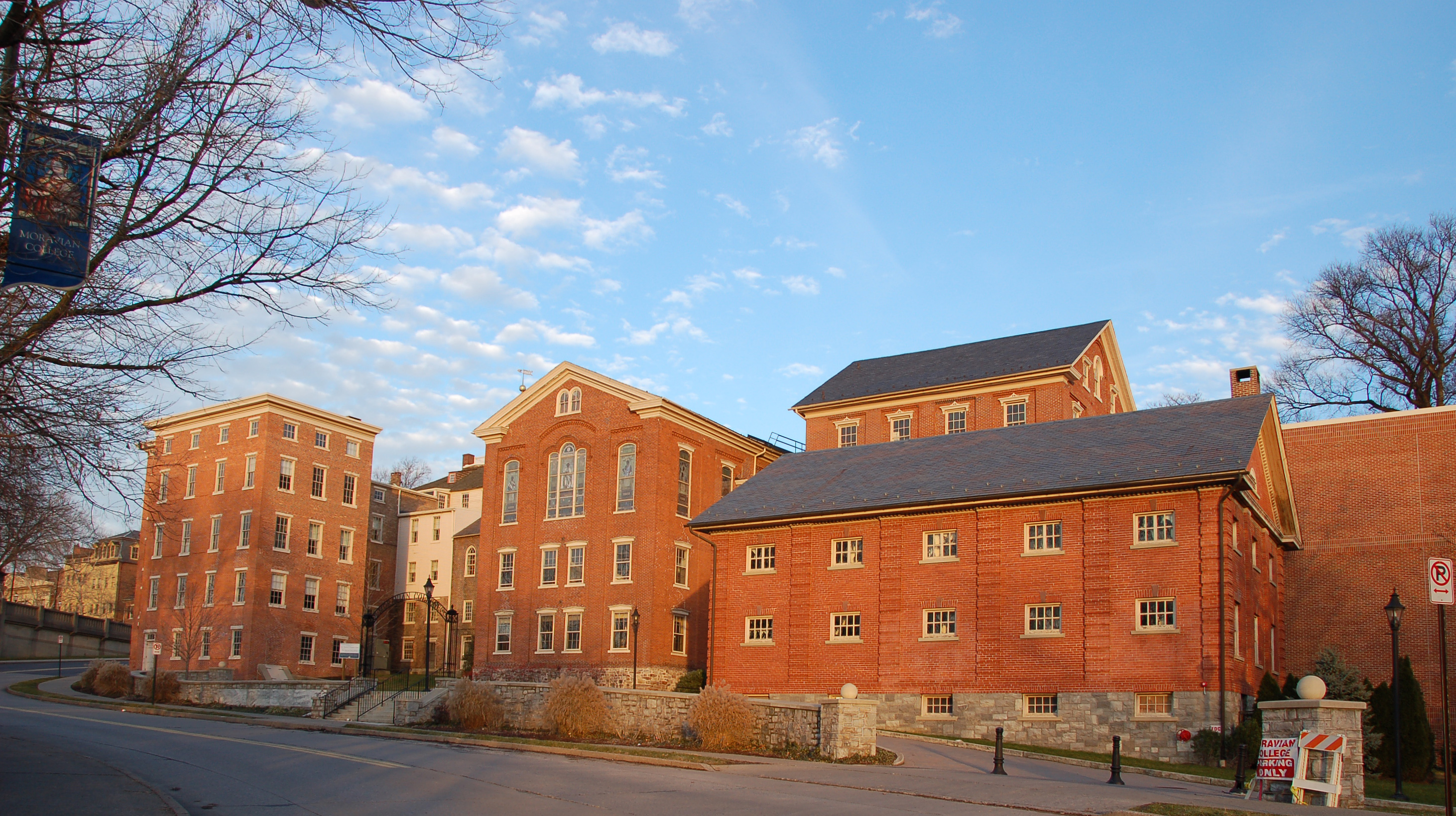
学院南部校区

摩拉維亞學院（Moravian College）是位于美國賓夕法尼亞州利哈谷伯利恒的私立文理學院，莫拉維亞神學院（Moravian Theological Seminary）也依附于它。該學院由波西米亞改革中追隨的约翰·阿摩司·夸美纽斯的摩拉維亞人成立於1742年，當時稱伯利恆女子神學院（Bethlehem Female Seminary），是美國最早的女子寄宿學校。不過該學院直到1862年才獲得正式頒發學士學位的許可。 2017年《美國新聞與世界報道》將其列在全國文理學院排名中的第159位。

## 外部連結
- 官方网站
- Moravian College Official Athletics Website （页面存档备份，存于）

40°37.81′N 75°22.90′W / 40.63017°N 75.38167°W